# Peter Manfredo
Peter Manfredo junior (* 26. November 1980 in Providence, Rhode Island) ist ein US-amerikanischer Profiboxer, der bisher im Halbmittelgewicht, Mittelgewicht, Supermittelgewicht und Halbschwergewicht antrat.

## Amateurkarriere
Der Sohn eines Kickboxweltmeisters begann im Alter von sieben Jahren mit dem Boxen und bestritt 165 Amateurkämpfe. Er war unter anderem Teilnehmer der US-Meisterschaften und der National Golden Gloves der Jahre 1998 und 1999, wo er dreimal gegen Jermain Taylor und einmal gegen Sergio Mora ausschied.

## Profikarriere
Peter Manfredo bestritt sein Profidebüt am 22. September 2000 im Alter von 19 Jahren. Im November 2001 besiegte er den ungeschlagenen Kanadier Ian Gardner, welcher unter anderem auch Gegner von Arthur Abraham, Chad Dawson und Gennadi Golowkin wurde. Im April 2002 schlug er Grady Brewer und im Oktober 2002 auch Frankie Randall, ehemaliger WBA- und WBC-Weltmeister. Im September 2003 siegte er zudem gegen den ehemaligen WBO-WM-Herausforderer Leonard Townsend.
Im Januar 2004 gewann er den NABO-Titel im Halbmittelgewicht durch einen Knockout-Sieg gegen den bis dahin unbesiegten Sherwin Davis und verteidigte ihn im Mai 2004 einstimmig nach Punkten gegen Anthony Bonsante. Er wurde daraufhin Teilnehmer der ersten Staffel von „The Contender“, einer Reality-TV-Show des Senders NBC. Dort verlor er seinen ersten Kampf nach Punkten gegen Alfonso Gómez, besiegte jedoch anschließend den späteren WBC/WBO-WM-Herausforderer Miguel Espino, den unbesiegten Joey Gilbert und in einem Rückkampf auch Alfonso Gómez. Er hatte sich somit für das Staffelfinale qualifiziert, das er am 24. Mai 2005 nach Punkten gegen den späteren WBC-Weltmeister Sergio Mora verlor. Fünf Monate später unterlag er auch im Rückkampf bei „The Contender Special“ gegen Mora durch geteilte Punktentscheidung.
2006 setzte er sich jeweils vorzeitig gegen den späteren IBF-WM-Herausforderer Scott Pemberton und den ungeschlagenen Joe Spina durch. Von der WBO auf Platz 6 ihrer Weltrangliste des Supermittelgewichts gesetzt, erhielt er am 7. April 2007 im Alter von 26 Jahren einen Titelkampf gegen den ungeschlagenen WBO-Weltmeister Joe Calzaghe. Manfredo unterlag in dem Kampf im Millennium Stadium von Cardiff jedoch umstritten durch Ringrichterabbruch in der dritten Runde (TKO).
Im Juni 2007 gewann er gegen David Banks, einem Teilnehmer der dritten Staffel von „The Contender“, unterlag jedoch im Dezember desselben Jahres nach Punkten gegen den ehemaligen IBF-Weltmeister Jeff Lacy, welcher seinen Titel 2006 an Joe Calzaghe verloren hatte. Im November 2008 verlor er durch TKO in der dritten Runde gegen Sakio Bika.
Am 29. Januar 2010 sicherte er sich den NABF-Titel im Mittelgewicht gegen Matt Vanda und am 22. Mai 2010 den IBO-Weltmeistertitel im Mittelgewicht gegen Ángel Hernández.
Am 19. November 2011 boxte er gegen den ungeschlagenen Titelträger Julio Chávez um den WBC-Titel im Mittelgewicht, unterlag jedoch durch TKO in der fünften Runde. Nach einem Jahr Ringpause bestritt er drei siegreiche Kämpfe, ehe er 2014 und 2015 erneut nicht im Ring stand. Am 13. Mai 2016 bestritt er seinen vorerst letzten Profikampf, der mit einem Unentschieden gegen Vladine Biosse endete.
Seinen nächsten Kampf bestritt er am 23. November 2019.

## Titelgewinne
- 22. Mai 2010: IBO-Weltmeistertitel im Mittelgewicht
- 29. Januar 2010: NABF-Titel im Mittelgewicht
- 22. August 2008: NABF-Interimstitel im Supermittelgewicht
- 24. Mai 2005: Finalist der 1. Staffel von „The Contender“
- 23. Januar 2004: NABO-Titel im Halbmittelgewicht (1 Titelverteidigung)
- 4. Oktober 2002: IBU-Weltmeistertitel im Halbmittelgewicht
- 24. Mai 2002: EBA-Titel im Halbmittelgewicht (1 Titelverteidigung)